# Камачо, Сесилия
Сесилия Камачо (исп. Cecilia Camacho) — мексиканская актриса.

## Биография
Родилась в Мексике, точная дата и место рождения актрисы — неизвестны. С детства мечтала стать актрисой, и вскоре в 1972 году актриса впервые снимается в кино (фильм «Поэтому») и до 1994 года с успехом снимается в кино и в трёх сериалах (всего снялась в 29 работах). Она в детстве параллельно увлекалась также языкознанием, и овладела в совершенстве 12 языками и благодаря великолепным знаниям языков снималась также в иностранных фильмах Великобритании, Турции, странах Латинской Америки, США и ещё в паре стран мира, причём без акцента. В 1994 году актриса перестала сниматься, так как решила освоить для себя новый жанр — дубляж. Многие зарубежные актрисы, героини мультфильмов и животные (в основном мультяшные кошки) говорят ярким чистым ее голосом. В России актриса известна благодаря одной роли — Эстелы Лопес де Рейес в телесериале «Просто Мария». Получила однажды премию Diosa de plata.

## Фильмография

### В качестве актрисы

#### Мексика

##### Фильмы
- 1972 — Поэтому
- 1973 — Тигрица — Ирма (ребёнок).
- 1975 — Примета — Клаудия.
- 1977 — Balun Canan (не переводится)
- 1979 — На канате от голода
- 1981 — Наследование смерти
- 1981 — Танцевальный клуб Калифорнии
- 1982 — Женщины-халявщицы
- 1982 — Los fayuqueros de Tepito (не переводится)
- 1983 — Охотник на убийц — Марта.
- 1983 — Аборт: Поёт на жизнь
- 1983 — Магический мир
- 1984 — El sinverguenza (не переводится)
- 1984 — Продавец лотерейных билетов
- 1984 — Сухие и мокрые
- 1985 — Sinverguenza pero honrado (не переводится)
- 1985 — Кровавая находка
- 1988 — Воскресные загоны
- 1990 — Не родственники мы - зараза любовь
- 1992 — Выпуклость — Валерия.
- 1994 — La quebradita (не переводится) — Ракель.

##### Сериалы

###### Televisa
- 1979 — Давайте вместе — Глория.
- 1984 — Принцесса — Марисела.
- 1989-90 — Просто Мария — Эстела Лопес де Рейес (дубл. Екатерина Васильева).

#### США

##### Фильмы

###### Художественные
- 1990 — Смертельный незнакомец — Кармелита.

###### Видеофильмы
- 1989 — Под залог — Миссис Беан.

#### Великобритания

##### Фильмы
- 1979 — Крыло орла — Молодая девушка.
- 1980 — Кровавая граница — Леина Ромеро.

#### Фильмы совместных производителей
- 1974 — Давний подлец

## Награды и премии

### TVyNovelas
Один раз она была номинирована на премию и проиграла.